# Convocazioni al campionato europeo maschile di pallavolo 2019
Elenco dei giocatori convocati per il campionato europeo 2019.

## Austria
| N° | Nome                   | Ruolo | Data di nascita   | Squadra            |
| -- | ---------------------- | ----- | ----------------- | ------------------ |
| -  | Michael Warm           | All   | 25 marzo 1968     | -                  |
| 1  | Philipp Kroiss         | L     | 2 marzo 1988      | Zalău              |
| 2  | Maximilian Landfahrer  | S     | 18 novembre 1993  | Aich/Dob           |
| 3  | Peter Wohlfahrtstätter | C     | 10 marzo 1989     | Benfica            |
| 4  | Niklas Kronthaler      | S     | 14 maggio 1994    | Unterhaching       |
| 5  | Thomas Tröthann        | S     | 4 maggio 1992     | Aich/Dob           |
| 6  | Anton Menner           | S     | 25 luglio 1994    | Ostrava            |
| 8  | Alexander Tusch        | P     | 19 novembre 1992  | Leverano           |
| 9  | Thomas Zass            | O     | 27 settembre 1989 | Amriswil           |
| 12 | Alexander Berger       | S     | 27 settembre 1988 | Sir Safety Perugia |
| 13 | Maximilian Thaller     | P     | 13 dicembre 1993  | Steaua Bucarest    |
| 14 | Florian Ringseis       | L     | 9 luglio 1992     | Unterhaching       |
| 15 | Nicolai Grabmüller     | C     | 18 aprile 1996    | Aich/Dob           |
| 17 | Mathäus Jurkovics      | C     | 27 aprile 1998    | Rottenburg         |
| 21 | Edin Ibrahimovic       | S     | 11 luglio 1998    | Menlo              |

## Belgio
| N° | Nome                 | Ruolo | Data di nascita  | Squadra      |
| -- | -------------------- | ----- | ---------------- | ------------ |
| -  | Brecht Van Kerckhove | All   | 3 maggio 1976    | -            |
| 1  | Bram Van den Dries   | O     | 14 agosto 1989   | Rennes       |
| 2  | Hendrik Tuerlinckx   | O     | 1º dicembre 1987 | Roeselare    |
| 3  | Sam Deroo            | S     | 24 aprile 1992   | ZAKSA        |
| 4  | Stijn D'Hulst        | P     | 24 aprile 1991   | Lube         |
| 5  | Igor Grobelny        | S     | 8 giugno 1993    | Cuprum Lubin |
| 6  | Lowie Stuer          | L     | 24 novembre 1995 | Menen        |
| 8  | Arno van de Velde    | C     | 30 dicembre 1995 | Roeselare    |
| 10 | Simon Van de Voorde  | C     | 19 dicembre 1989 | Emma Villas  |
| 14 | Jelle Ribbens        | L     | 17 marzo 1992    | Nice         |
| 15 | Lienert Cosemans     | P     | 20 ottobre 1993  | Waremme      |
| 16 | Matthias Valkiers    | P     | 8 aprile 1990    | Tourcoing    |
| 17 | Tomas Rousseaux      | S     | 31 marzo 1994    | Katowice     |
| 18 | Seppe Baetens        | S     | 13 febbraio 1989 | Maaseik      |
| 22 | Pieter Coolman       | C     | 24 aprile 1989   | Roeselare    |

## Bielorussia
| N° | Nome                  | Ruolo | Data di nascita  | Squadra           |
| -- | --------------------- | ----- | ---------------- | ----------------- |
| -  | Viktar Bekša          | All   | 29 aprile 1974   | Šachcër Salihorsk |
| 1  | Andrej Radjuk         | S     | 29 marzo 1990    | New Real Gioia    |
| 4  | Serhej Antonovič      | S     | 21 aprile 1986   | Šachcër Salihorsk |
| 5  | Serhej Busel          | C     | 30 maggio 1989   | NOVA              |
| 8  | Vjačeslav Šmat        | C     | 6 gennaio 1997   | Šachcër Salihorsk |
| 11 | Stanislav Zaborovskij | L     | 4 gennaio 1988   | Budaŭnik Minsk    |
| 13 | Il'ja Burov           | C     | 3 agosto 1996    | Budaŭnik Minsk    |
| 15 | Konstantin Tjuškevič  | P     | 8 febbraio 1999  | Budaŭnik Minsk    |
| 17 | Rodion Miskevič       | O     | 22 aprile 1995   | Ural              |
| 19 | Vjačeslav Čerepovič   | O     | 8 febbraio 1992  | Ėnerhija          |
| 20 | Pavel Kuklinskij      | S     | 18 dicembre 1989 | Tianjin           |
| 21 | Aleksej Kuraš         | P     | 1º giugno 1988   | Šachcër Salihorsk |
| 22 | Maksim Morozov        | C     | 29 maggio 1989   | Chemik Bydgoszcz  |
| 23 | Artur Udris           | O     | 18 ottobre 1990  | Fakel             |
| 61 | Roman Aplevič         | L     | 19 marzo 1986    | Ėnerhija          |

## Bulgaria
| N° | Nome              | Ruolo | Data di nascita   | Squadra             |
| -- | ----------------- | ----- | ----------------- | ------------------- |
| -  | Silvano Prandi    | All   | 13 novembre 1947  | Chaumont            |
| 3  | Dobromir Dimitrov | P     | 7 luglio 1991     | Pag Taviano         |
| 4  | Martin Atanasov   | S     | 27 settembre 1996 | Chaumont            |
| 5  | Svetoslav Gocev   | C     | 31 agosto 1990    | Dinamo-LO           |
| 8  | Todor Skrimov     | S     | 9 gennaio 1990    | Callipo             |
| 9  | Georgi Seganov    | P     | 10 giugno 1993    | Maliye Piyango      |
| 12 | Viktor Josifov    | C     | 16 ottobre 1985   | Milano              |
| 13 | Teodor Salparov   | L     | 16 agosto 1982    | Neftohimik          |
| 14 | Teodor Todorov    | C     | 1º settembre 1989 | Neftohimik          |
| 15 | Venelin Kadănkov  | O     | 31 agosto 1987    | Rinascita Lagonegro |
| 17 | Nikolaj Penčev    | S     | 22 maggio 1982    | ONICO Warszawa      |
| 19 | Cvetan Sokolov    | O     | 31 dicembre 1989  | Lube                |
| 20 | Aleks Grozdanov   | C     | 28 marzo 1998     | Maaseik             |
| 21 | Petăr Karakašev   | L     | 11 febbraio 1991  | Pirin               |
| 30 | Georgi Bratoev    | S     | 18 agosto 1999    | Neftohimik          |

## Estonia
| N° | Nome           | Ruolo | Data di nascita   | Squadra        |
| -- | -------------- | ----- | ----------------- | -------------- |
| -  | Gheorghe Crețu | All   | 8 agosto 1968     | Asseco Resovia |
| 4  | Ardo Kreek     | C     | 7 agosto 1986     | Paris          |
| 5  | Kert Toobal    | P     | 3 giugno 1979     | Cuprum Lubin   |
| 6  | Martti Juhkami | S     | 6 giugno 1988     | Tourcoing      |
| 7  | Renee Teppan   | O     | 26 settembre 1993 | Skra Bełchatów |
| 9  | Robert Täht    | S     | 15 agosto 1993    | Arkas          |
| 10 | Silver Maar    | L     | 11 febbraio 1999  | Pärnu          |
| 12 | Kristo Kollo   | S     | 17 gennaio 1990   | Mondovì        |
| 14 | Rait Rikberg   | L     | 30 agosto 1982    | Duo            |
| 15 | Andrus Raadik  | S     | 19 ottobre 1986   | Savo           |
| 17 | Timo Tammemaa  | C     | 18 novembre 1991  | Maaseik        |
| 18 | Rauno Tamme    | S     | 7 aprile 1992     | Saaremaa       |
| 19 | Andri Aganits  | C     | 7 settembre 1993  | Maaseik        |
| 22 | Markkus Keel   | P     | 18 agosto 1995    | Aich/Dob       |
| 23 | Hindrek Pulk   | O     | 7 novembre 1990   | Duo            |

## Finlandia
| N° | Nome              | Ruolo | Data di nascita   | Squadra           |
| -- | ----------------- | ----- | ----------------- | ----------------- |
| -  | Joel Banks        | All   | 3 aprile 1975     | Maaseik           |
| 2  | Eemi Tervaportti  | P     | 26 luglio 1989    | Olympiakos        |
| 3  | Antti Siltala     | S     | 14 marzo 1984     | Savo              |
| 4  | Lauri Kerminen    | L     | 18 gennaio 1993   | Kuzbass           |
| 6  | Antti Ronkainen   | S     | 11 agosto 1996    | ETTA              |
| 7  | Niko Suihkonen    | S     | 11 aprile 1999    | Vammalan          |
| 8  | Elviss Krastins   | S     | 15 settembre 1994 | Arago de Sète     |
| 9  | Tommi Siirilä     | C     | 5 agosto 1993     | Vammalan          |
| 10 | Urpo Sivula       | O     | 15 marzo 1988     | Vammalan          |
| 11 | Sauli Sinkkonen   | C     | 14 settembre 1989 | Akaa              |
| 12 | Samuli Kaislasalo | O     | 3 agosto 1995     | Foinikas Syro     |
| 14 | Markus Kaurto     | C     | 31 agosto 1993    | Vammalan          |
| 15 | Henrik Porkka     | C     | 14 gennaio 1998   | Hurrikaani-Loimaa |
| 18 | Akseli Lankinen   | P     | 31 agosto 1997    | Korson Veto       |
| 21 | Fedor Ivanov      | P     | 1º dicembre 2000  | Savo              |

## Francia
| N° | Nome                  | Ruolo | Data di nascita  | Squadra            |
| -- | --------------------- | ----- | ---------------- | ------------------ |
| -  | Laurent Tillie        | All   | 1º dicembre 1963 | -                  |
| 2  | Jenia Grebennikov     | L     | 13 agosto 1990   | Trentino           |
| 4  | Jean Patry            | O     | 27 dicembre 1996 | Montpellier        |
| 6  | Benjamin Toniutti     | P     | 30 ottobre 1989  | ZAKSA              |
| 7  | Kévin Tillie          | L     | 2 novembre 1990  | Modena             |
| 8  | Julien Lyneel         | S     | 15 aprile 1990   | Jastrzębski Węgiel |
| 9  | Earvin N'Gapeth       | S     | 12 febbraio 1991 | Zenit-Kazan        |
| 10 | Kévin Le Roux         | C     | 11 maggio 1989   | Sada               |
| 11 | Antoine Brizard       | P     | 11 maggio 1994   | ONICO Warszawa     |
| 12 | Stéphen Boyer         | O     | 10 aprile 1996   | BluVolley Verona   |
| 14 | Nicolas Le Goff       | C     | 15 febbraio 1992 | Charlottenburg     |
| 16 | Daryl Bultor          | C     | 17 novembre 1995 | Arago de Sète      |
| 17 | Trévor Clévenot       | S     | 28 giugno 1994   | Powervolley Milano |
| 18 | Thibault Rossard      | S     | 28 agosto 1993   | Asseco Resovia     |
| 21 | Barthélémy Chinenyeze | C     | 28 febbraio 1998 | Tours              |

## Germania
| N° | Nome             | Ruolo | Data di nascita  | Squadra               |
| -- | ---------------- | ----- | ---------------- | --------------------- |
| -  | Andrea Giani     | All   | 22 aprile 1970   | Powervolley Milano    |
| 1  | Christian Fromm  | S     | 15 agosto 1990   | Jastrzębski Węgiel    |
| 2  | Tobias Krick     | C     | 22 ottobre 1998  | Rüsselsheim           |
| 3  | Ruben Schott     | S     | 8 luglio 1994    | Trefl Gdańsk          |
| 5  | Moritz Reichert  | S     | 15 marzo 1995    | Charlottenburg        |
| 6  | Denys Kaliberda  | S     | 24 giugno 1990   | Modena                |
| 8  | Marcus Böhme     | C     | 25 agosto 1985   | Olympiakos            |
| 9  | György Grozer    | O     | 27 novembre 1984 | Zenit San Pietroburgo |
| 10 | Julian Zenger    | L     | 26 agosto 1997   | Rüsselsheim           |
| 11 | Lukas Kampa      | P     | 29 novembre 1986 | Jastrzębski Węgiel    |
| 12 | Anton Brehme     | C     | 10 agosto 1999   | Olympia Berlino       |
| 13 | Simon Hirsch     | O     | 3 aprile 1992    | Powervolley Milano    |
| 14 | Moritz Karlitzek | S     | 12 agosto 1996   | Rüsselsheim           |
| 15 | Noah Baxpöhler   | C     | 13 ottobre 1993  | Lüneburg              |
| 17 | Jan Zimmermann   | P     | 12 febbraio 1993 | Charlottenburg        |

## Grecia
| N° | Nome                    | Ruolo | Data di nascita   | Squadra         |
| -- | ----------------------- | ----- | ----------------- | --------------- |
| -  | Dīmītrīs Andreopoulos   | All   | 26 ottobre 1964   | Panathīnaïkos   |
| 1  | Dīmītrīs Zīsīs          | L     | 2 aprile 1994     | Panathīnaïkos   |
| 3  | Nikos Zoupanīs          | O     | 18 marzo 1989     | Olympiakos      |
| 4  | Īraklīs Papadopoulos    | O     | 2 settembre 1991  | AEK Atene       |
| 5  | Dmytro Filippov         | P     | 4 dicembre 1990   | PAOK            |
| 6  | Kōnstantinos Stivachtīs | P     | 22 maggio 1980    | Olympiakos      |
| 7  | Giōrgos Petreas         | C     | 16 novembre 1986  | Olympiakos      |
| 9  | Menelaos Kokkinakīs     | L     | 21 gennaio 1993   | Stade Poitevin  |
| 10 | Rafaīl Koumentakīs      | S     | 5 maggio 1993     | Olympiakos      |
| 11 | Alexandros Raptīs       | S     | 16 febbraio 2000  | Panathīnaïkos   |
| 12 | Thodōrīs Voulkidīs      | C     | 30 marzo 1996     | Foinikas Syro   |
| 14 | Panagiōtīs Pelekoudas   | C     | 8 novembre 1989   | Panathīnaïkos   |
| 15 | Andreas Fragkos         | S     | 21 dicembre 1989  | Rüsselsheim     |
| 17 | Athanasios Prōtopsaltīs | S     | 12 settembre 1993 | Friedrichshafen |
| 18 | Giōrgos Papalexiou      | C     | 28 agosto 1999    | Olympiakos      |

## Italia
| N° | Nome                 | Ruolo | Data di nascita  | Squadra            |
| -- | -------------------- | ----- | ---------------- | ------------------ |
| -  | Gianlorenzo Blengini | All   | 29 dicembre 1971 | -                  |
| 1  | Davide Candellaro    | C     | 7 giugno 1989    | Trentino           |
| 2  | Riccardo Sbertoli    | P     | 23 maggio 1998   | Powervolley Milano |
| 5  | Osmany Juantorena    | S     | 12 agosto 1985   | Lube               |
| 6  | Simone Giannelli     | P     | 9 agosto 1996    | Trentino           |
| 9  | Ivan Zaytsev         | O     | 2 ottobre 1988   | Modena             |
| 10 | Filippo Lanza        | S     | 3 marzo 1991     | Sir Safety Perugia |
| 11 | Fabio Balaso         | L     | 20 ottobre 1995  | Lube               |
| 13 | Massimo Colaci       | L     | 21 febbraio 1985 | Sir Safety Perugia |
| 14 | Matteo Piano         | C     | 24 ottobre 1990  | Powervolley Milano |
| 15 | Roberto Russo        | C     | 23 febbraio 1997 | Porto Robur Costa  |
| 16 | Oleg Antonov         | S     | 28 luglio 1988   | Galatasaray        |
| 17 | Simone Anzani        | C     | 24 febbraio 1992 | Modena             |
| 18 | Daniele Lavia        | S     | 4 novembre 1999  | Porto Robur Costa  |
| 20 | Gabriele Nelli       | O     | 4 dicembre 1993  | Trentino           |

## Macedonia del Nord
| N° | Nome               | Ruolo | Data di nascita   | Squadra                |
| -- | ------------------ | ----- | ----------------- | ---------------------- |
| -  | Nikola Matijašević | All   | 5 luglio 1953     | Rennes                 |
| 1  | Darko Angelovski   | L     | 4 febbraio 1994   | Budva                  |
| 2  | Ǵorǵi Ǵorǵiev      | P     | 22 maggio 1992    | Paris                  |
| 3  | Risto Nikolov      | C     | 5 ottobre 1990    | Strumica               |
| 4  | Nikola Ǵorǵiev     | O     | 23 luglio 1988    | Sakai Blazers          |
| 5  | Vlado Milev        | S     | 9 maggio 1987     | Kazincbarcika          |
| 7  | Slave Nakov        | C     | 25 agosto 1994    | Strumica               |
| 8  | Aleksandar Ljaftov | S     | 15 agosto 1990    | Hebăr                  |
| 10 | Aleksandar Milkov  | S     | 12 maggio 1982    | Saint-Quentin          |
| 11 | Filip Despotovski  | P     | 2 luglio 1986     | Dinamo Bucarest        |
| 12 | Filip Nikolovski   | L     | 9 novembre 1997   | Vesna Probištip        |
| 14 | Ivan Andonov       | C     | 22 ottobre 1989   | Jedinstvo Bijelo Polje |
| 15 | Filip Madžunkov    | C     | 18 marzo 1996     | Grenoble               |
| 16 | Stojan Iliev       | S     | 3 marzo 1999      | Strumica               |
| 18 | Vase Mihailov      | S     | 15 settembre 1986 | Strumica               |

## Montenegro
| N° | Nome              | Ruolo | Data di nascita  | Squadra                  |
| -- | ----------------- | ----- | ---------------- | ------------------------ |
| -  | Veljko Bašić      | All   | 3 ottobre 1959   | -                        |
| 1  | Aleksandar Minić  | O     | 9 novembre 1986  | Jakarta Pertamina        |
| 3  | Luka Babić        | C     | 7 luglio 1994    | Chênois                  |
| 4  | Gojko Ćuk         | C     | 10 ottobre 1988  | Nice                     |
| 5  | Rajko Strugar     | P     | 11 aprile 1995   | Ethnikos Alexandroupolīs |
| 6  | Vojin Ćaćić       | S     | 31 marzo 1990    | İnegöl                   |
| 7  | Nikola Radonić    | P     | 30 luglio 1994   | Budva                    |
| 8  | Nikola Lakčević   | L     | 14 luglio 1995   | Dinamo Bucarest          |
| 9  | Marko Bojić       | S     | 13 novembre 1988 | Sporting Lisbona         |
| 11 | Božidar Ćuk       | S     | 3 giugno 1992    | Dinamo Bucarest          |
| 13 | Blažo Milić       | C     | 22 novembre 1987 | Budućnost Podgorica      |
| 16 | Marko Vukašinović | S     | 30 luglio 1993   | Al-Rayyan                |
| 17 | Ivan Ječmenica    | C     | 17 marzo 1990    | Cambrai                  |
| 18 | Miloš Ćulafić     | O     | 13 agosto 1986   | Schönenwerd              |
| 19 | Nemanja Peruničić | S     | 9 febbraio 2001  | Budućnost Podgorica      |

## Paesi Bassi
| N° | Nome                 | Ruolo | Data di nascita   | Squadra            |
| -- | -------------------- | ----- | ----------------- | ------------------ |
| -  | Roberto Piazza       | All   | 29 gennaio 1968   | Skra Bełchatów     |
| 2  | Wessel Keemink       | P     | 29 maggio 1993    | Modena             |
| 3  | Maarten van Garderen | S     | 24 gennaio 1990   | Trentino           |
| 4  | Thijs ter Horst      | S     | 18 settembre 1991 | Samsung Bluefangs  |
| 5  | Luuc Van der Ent     | C     | 27 luglio 1998    | Modena             |
| 6  | Just Dronkers        | L     | 7 giugno 1993     | Maaseik            |
| 7  | Gijs Jorna           | S     | 30 maggio 1989    | Spacer's Toulouse  |
| 8  | Fabian Plak          | C     | 23 luglio 1997    | Saaremaa           |
| 9  | Ewoud Gommans        | S     | 17 novembre 1990  | Amriswil           |
| 10 | Sjoerd Hoogendoorn   | O     | 17 febbraio 1991  | Sir Safety Perugia |
| 14 | Nimir Abdel-Aziz     | O     | 5 febbraio 1992   | Powervolley Milano |
| 15 | Gijs van Solkema     | P     | 21 maggio 1998    | Lüneburg           |
| 16 | Wouter ter Maat      | O     | 7 maggio 1991     | Fenerbahçe         |
| 17 | Michaël Parkinson    | C     | 23 novembre 1991  | Steaua Bucarest    |
| 18 | Robbert Andringa     | S     | 28 aprile 1990    | AZS Olsztyn        |

## Polonia
| N° | Nome              | Ruolo | Data di nascita  | Squadra               |
| -- | ----------------- | ----- | ---------------- | --------------------- |
| -  | Vital Heynen      | All   | 12 giugno 1969   | Friedrichshafen       |
| 1  | Piotr Nowakowski  | C     | 18 dicembre 1987 | Trefl Gdańsk          |
| 2  | Maciej Muzaj      | O     | 21 maggio 1994   | ONICO Warszawa        |
| 3  | Dawid Konarski    | O     | 31 agosto 1989   | Jastrzębski Węgiel    |
| 4  | Marcin Komenda    | P     | 24 maggio 1996   | Katowice              |
| 7  | Artur Szalpuk     | S     | 20 marzo 1995    | Skra Bełchatów        |
| 9  | Wilfredo León     | S     | 31 luglio 1993   | Sir Safety Perugia    |
| 10 | Damian Wojtaszek  | L     | 7 settembre 1988 | ONICO Warszawa        |
| 11 | Fabian Drzyzga    | P     | 3 gennaio 1990   | Lokomotiv Novosibirsk |
| 13 | Michał Kubiak     | S     | 23 febbraio 1988 | Panasonic Panthers    |
| 14 | Aleksander Śliwka | S     | 24 maggio 1995   | ZAKSA                 |
| 15 | Jakub Kochanowski | C     | 17 luglio 1997   | Skra Bełchatów        |
| 17 | Paweł Zatorski    | L     | 21 giugno 1990   | ZAKSA                 |
| 20 | Mateusz Bieniek   | C     | 5 aprile 1994    | ZAKSA                 |
| 77 | Karol Kłos        | C     | 8 agosto 1989    | Skra Bełchatów        |

## Portogallo
| N° | Nome               | Ruolo | Data di nascita   | Squadra          |
| -- | ------------------ | ----- | ----------------- | ---------------- |
| -  | Carlos Prata       | All   | 17 giugno 1954    | -                |
| -  | Hugo Silva         | All   | 19 settembre 1973 | Sporting Lisbona |
| 1  | Nuno Teixeira      | C     | 24 settembre 1998 | Viana            |
| 4  | Filip Cvetičanin   | C     | 19 giugno 1996    | Benfica          |
| 6  | Alexandre Ferreira | S     | 13 novembre 1991  | Warta Zawiercie  |
| 7  | Marco Ferreira     | O     | 4 ottobre 1987    | Espinho          |
| 8  | Tiago Violas       | P     | 27 marzo 1989     | Benfica          |
| 9  | João Simões        | S     | 11 giugno 1986    | Sporting Lisbona |
| 10 | Phelipe Martins    | C     | 2 marzo 1991      | Espinho          |
| 11 | Bruno Cunha        | O     | 18 agosto 1997    | Viana            |
| 12 | Lourenço Martins   | S     | 30 aprile 1997    | Espinho          |
| 14 | Guilherme Menezes  | C     | 20 dicembre 2000  | Espinho          |
| 15 | Miguel Tavares     | P     | 2 marzo 1993      | Rennes           |
| 17 | João Fidalgo       | L     | 2 novembre 1986   | Sporting Lisbona |
| 18 | Januário Alvar     | L     | 5 luglio 1984     | Espinho          |
| 19 | Miguel Cunha       | S     | 18 agosto 1997    | Viana            |

## Rep. Ceca
| N° | Nome               | Ruolo | Data di nascita  | Squadra                |
| -- | ------------------ | ----- | ---------------- | ---------------------- |
| -  | Michal Nekola      | All   | 12 luglio 1970   | Dukla Liberec          |
| 1  | Milan Moník        | L     | 15 marzo 1988    | Kladno                 |
| 2  | Jan Hadrava        | O     | 3 giugno 1991    | AZS Olsztyn            |
| 4  | Donovan Džavoronok | S     | 27 marzo 1997    | Milano                 |
| 5  | Adam Zajíček       | S     | 25 febbraio 1993 | Kladno                 |
| 6  | Michal Finger      | O     | 2 settembre 1993 | Ziraat Bankası         |
| 8  | Tomáš Kunc         | L     | 18 ottobre 1997  | Benátky nad Jizerou    |
| 9  | Vojtěch Patočka    | C     | 2 marzo 1993     | Karlovarsko            |
| 10 | Pavel Bartoš       | P     | 20 aprile 1994   | Raiffeisen Waldviertel |
| 13 | Jan Galabov        | S     | 12 giugno 1996   | Nice                   |
| 14 | Adam Bartoš        | S     | 27 aprile 1992   | Nice                   |
| 15 | Vladimír Sobotka   | C     | 7 maggio 1985    | Kladno                 |
| 17 | David Janků        | S     | 16 giugno 1995   | Ostrava                |
| 18 | Jakub Janouch      | P     | 13 giugno 1990   | Friedrichshafen        |
| 22 | Oliver Sedláček    | C     | 27 aprile 1998   | Ostrava                |

## Romania
| N° | Nome               | Ruolo | Data di nascita   | Squadra               |
| -- | ------------------ | ----- | ----------------- | --------------------- |
| -  | Dănuț Pascu        | All   | 8 maggio 1964     | Universitatea Craiova |
| 1  | Ciprian Matei      | O     | 24 aprile 1989    | Zalău                 |
| 2  | Liviu Cristudor    | L     | 24 settembre 1987 | Arcada Galați         |
| 5  | Răzvan Mihalcea    | C     | 25 febbraio 1988  | Zalău                 |
| 6  | Claudiu Dumitru    | P     | 29 marzo 1995     | CSM Bucarest          |
| 8  | Mihai Gheorghiţă   | C     | 3 luglio 1985     | Zalău                 |
| 9  | Adrian Aciobăniţei | S     | 24 agosto 1997    | Friedrichshafen       |
| 10 | Cristian Bartha    | P     | 29 novembre 1985  | Zalău                 |
| 11 | Laurenţiu Lică     | O     | 11 febbraio 1980  | Universitatea Craiova |
| 12 | Marian Bala        | S     | 12 marzo 1990     | CSM Bucarest          |
| 15 | Silviu-Ioan Suson  | S/O   | 29 aprile 1989    | Unirea Dej            |
| 16 | Rareș Bălean       | S     | 8 luglio 1997     | Zalău                 |
| 17 | Vlad Kantor        | L     | 3 maggio 1995     | Unirea Dej            |
| 18 | Răzvan Olteanu     | C     | 20 aprile 1991    | Universitatea Craiova |
| 19 | Andrei Spînu       | C     | 24 gennaio 1987   | Zalău                 |

## Russia
| N° | Nome              | Ruolo | Data di nascita  | Squadra               |
| -- | ----------------- | ----- | ---------------- | --------------------- |
| -  | Tuomas Sammelvuo  | All   | 16 febbraio 1976 | Kuzbass               |
| 4  | Artëm Vol'vič     | C     | 22 gennaio 1990  | Zenit-Kazan           |
| 6  | Anton Karpuchov   | S     | 23 aprile 1988   | Kuzbass               |
| 7  | Dmitrij Volkov    | S     | 25 maggio 1995   | Fakel                 |
| 8  | Anton Sëmyšev     | S     | 22 agosto 1997   | Belogor'e             |
| 9  | Ivan Jakovlev     | C     | 17 aprile 1995   | Fakel                 |
| 12 | Aleksandr But'ko  | P     | 18 marzo 1986    | Zenit-Kazan           |
| 13 | Dmitrij Musėrskij | C     | 29 ottobre 1988  | Suntory Sunbirds      |
| 15 | Viktor Poletaev   | S     | 27 luglio 1995   | Kuzbass               |
| 16 | Evgenij Andreev   | L     | 6 gennaio 1995   | Gazprom-Jugra         |
| 17 | Maksim Michajlov  | O     | 19 marzo 1988    | Zenit-Kazan           |
| 18 | Egor Kljuka       | S     | 15 giugno 1995   | Fakel                 |
| 20 | Il'jas Kurkaev    | C     | 18 gennaio 1994  | Lokomotiv Novosibirsk |
| 24 | Igor' Kobzar'     | P     | 13 aprile 1991   | Kuzbass               |
| 27 | Valentin Golubev  | L     | 3 maggio 1992    | Belogor'e             |

## Serbia
| N° | Nome                    | Ruolo | Data di nascita   | Squadra               |
| -- | ----------------------- | ----- | ----------------- | --------------------- |
| -  | Slobodan Kovač          | All   | 13 settembre 1967 | Belogor'e             |
| 1  | Aleksandar Okolić       | C     | 26 giugno 1993    | PAOK                  |
| 2  | Uroš Kovačević          | S     | 6 maggio 1993     | Trentino              |
| 4  | Nemanja Petrić          | S     | 28 luglio 1987    | Belogor'e             |
| 5  | Lazar Ćirović           | S     | 26 febbraio 1992  | Padova                |
| 6  | Nikola Peković          | L     | 6 marzo 1990      | Partizan              |
| 7  | Petar Krsmanović        | C     | 1º giugno 1990    | Gazprom-Jugra         |
| 8  | Marko Ivović            | S     | 22 dicembre 1990  | Lokomotiv Novosibirsk |
| 9  | Nikola Jovović          | P     | 13 febbraio 1992  | Ziraat Bankası        |
| 14 | Aleksandar Atanasijević | O     | 4 settembre 1991  | Sir Safety Perugia    |
| 16 | Dražen Luburić          | O     | 2 novembre 1993   | Halkbank              |
| 17 | Neven Majstorović       | L     | 17 marzo 1989     | Universitatea Craiova |
| 18 | Marko Podraščanin       | C     | 29 agosto 1987    | Sir Safety Perugia    |
| 20 | Srećko Lisinac          | C     | 17 maggio 1992    | Trentino              |
| 21 | Vuk Todorović           | P     | 23 aprile 1998    | Vojvodina             |

## Slovacchia
| N° | Nome             | Ruolo | Data di nascita   | Squadra           |
| -- | ---------------- | ----- | ----------------- | ----------------- |
| -  | Andrej Kravárik  | All   | 28 luglio 1971    | -                 |
| 1  | Peter Michalovič | O     | 26 maggio 1990    | Nantes            |
| 2  | Tomáš Kriško     | S     | 19 dicembre 1988  | UNTreF            |
| 3  | Filip Mačuha     | C     | 19 luglio 1999    | Prievidza         |
| 6  | Filip Palgut     | P     | 23 settembre 1991 | Giesen            |
| 8  | Peter Ondrovič   | C     | 28 marzo 1995     | České Budějovice  |
| 10 | Marcel Lux       | S     | 27 luglio 1994    | AZS Olsztyn       |
| 11 | Marián Vitko     | L     | 10 febbraio 1994  | Kazincbarcika     |
| 12 | Matej Pátak      | S     | 8 giugno 1990     | Chaumont          |
| 13 | Jakub Ihnát      | S     | 22 ottobre 1996   | Prievidza         |
| 14 | Šimon Krajčovič  | C     | 28 giugno 1996    | Lvi Praha         |
| 15 | Juraj Zaťko      | P     | 5 giugno 1987     | VKP Nitra         |
| 16 | Jakub Kováč      | C     | 13 maggio 1997    | VDK Gent          |
| 19 | Filip Gavenda    | O     | 13 gennaio 1996   | Top Volley Latina |
| 22 | Július Firkaľ    | S     | 14 gennaio 1998   | Tokat             |

## Slovenia
| N° | Nome             | Ruolo | Data di nascita   | Squadra            |
| -- | ---------------- | ----- | ----------------- | ------------------ |
| -  | Alberto Giuliani | All   | 25 dicembre 1964  | Halkbank           |
| 1  | Tonček Štern     | O     | 14 novembre 1995  | Top Volley Latina  |
| 2  | Alen Pajenk      | C     | 23 aprile 1986    | Czarni Radom       |
| 4  | Jan Kozamernik   | C     | 24 dicembre 1995  | Powervolley Milano |
| 5  | Alen Šket        | S     | 28 marzo 1988     | Halkbank           |
| 6  | Mitja Gasparini  | O     | 26 giugno 1984    | Korean Air Jumbos  |
| 9  | Dejan Vinčić     | P     | 15 settembre 1986 | Czarni Radom       |
| 10 | Sašo Štalekar    | C     | 3 maggio 1996     | Kamnik             |
| 11 | Žiga Štern       | S     | 2 gennaio 1994    | Top Volley Latina  |
| 12 | Jan Klobučar     | S     | 11 dicembre 1992  | You Energy         |
| 13 | Jani Kovačič     | L     | 14 giugno 1992    | ACH Volley         |
| 15 | Matic Videčnik   | C     | 31 luglio 1993    | ACH Volley         |
| 16 | Gregor Ropret    | P     | 1º marzo 1989     | Nantes             |
| 17 | Tine Urnaut      | S     | 3 settembre 1988  | Modena             |
| 18 | Klemen Čebulj    | S     | 21 febbraio 1992  | Powervolley Milano |
| 20 | Uroš Planinšič   | P     | 9 maggio 1998     | Maribor            |

## Spagna
| N° | Nome                 | Ruolo | Data di nascita   | Squadra          |
| -- | -------------------- | ----- | ----------------- | ---------------- |
| -  | Fernando Muñoz       | All   | 27 luglio 1970    | Olympiakos       |
| 1  | Augusto Colito       | O     | 23 gennaio 1997   | Teruel           |
| 2  | Ángel Trinidad       | P     | 27 marzo 1993     | Tours            |
| 3  | Víctor Rodríguez     | S     | 21 settembre 1998 | Teruel           |
| 7  | Jordi Ramón          | S     | 9 luglio 1999     | Palma            |
| 9  | Alejandro Vigil      | C     | 11 febbraio 1993  | Narbonne         |
| 10 | Jorge Fernández      | C     | 4 maggio 1989     | Chaumont         |
| 11 | Miguel Ángel de Amo  | P     | 16 settembre 1985 | České Budějovice |
| 13 | Andrés Villena       | O     | 27 febbraio 1993  | Teruel           |
| 14 | Miquel Àngel Fornés  | C     | 6 settembre 1993  | Teruel           |
| 15 | Antoni Piris         | L     | 1º aprile 2001    | Palencia         |
| 16 | Juan Manuel González | S     | 11 gennaio 1994   | Eivissa          |
| 18 | Aharon Gámiz         | L     | 13 maggio 1989    | Teruel           |
| 19 | Emilio Ferrández     | S     | 3 luglio 2001     | Palencia         |
| 23 | Mario Ferrera        | S     | 18 gennaio 1987   | Melilla          |

## Turchia
| N° | Nome             | Ruolo | Data di nascita  | Squadra        |
| -- | ---------------- | ----- | ---------------- | -------------- |
| -  | Nedim Özbey      | All   | 28 febbraio 1955 | Galatasaray    |
| 1  | Selçuk Keskin    | P     | 15 gennaio 1982  | Galatasaray    |
| 2  | Batuhan Avcı     | S     | 2 agosto 2000    | Beşiktaş       |
| 4  | Burak Güngör     | S     | 28 luglio 1993   | İstanbul BB    |
| 6  | İzzet Ünver      | S     | 1º gennaio 1992  | Fenerbahçe     |
| 7  | Emre Savaş       | C     | 7 marzo 1995     | Ziraat Bankası |
| 10 | Arslan Ekşi      | P     | 17 luglio 1985   | Halkbank       |
| 11 | Yiğit Gülmezoğlu | S     | 28 dicembre 1995 | Arkas          |
| 12 | Adis Lagumdžija  | O     | 29 marzo 1999    | Arkas          |
| 13 | Oğuzhan Karasu   | C     | 16 giugno 1995   | Fenerbahçe     |
| 14 | Faik Güneş       | C     | 27 maggio 1993   | Halkbank       |
| 15 | Metin Toy        | O     | 3 maggio 1994    | İstanbul BB    |
| 16 | Burak Mert       | L     | 23 ottobre 1990  | Arkas          |
| 17 | Doğukan Ulu      | C     | 30 ottobre 1995  | Galatasaray    |
| 53 | Volkan Döne      | L     | 19 febbraio 1987 | Ziraat Bankası |

## Ucraina
| N° | Nome                | Ruolo | Data di nascita   | Squadra            |
| -- | ------------------- | ----- | ----------------- | ------------------ |
| -  | Uģis Krastiņš       | All   | 16 maggio 1970    | Barkom-Kažany      |
| 1  | Tymofij Polujan     | O     | 10 gennaio 1998   | ACH Volley         |
| 3  | Dmytro Vijec'kyj    | O     | 19 febbraio 1998  | Vojvodina          |
| 5  | Oleh Plotnyc'kyj    | S     | 5 giugno 1997     | Milano             |
| 6  | Maksym Drozd        | C     | 5 agosto 1991     | Tourcoing          |
| 7  | Horden Brova        | L     | 8 aprile 1991     | Barkom-Kažany      |
| 8  | Dmytro Ter'omenko   | C     | 1º febbraio 1987  | Tours              |
| 9  | Volodymyr Koval'čuk | P     | 22 aprile 1984    | Hapoël Mateh Asher |
| 10 | Jurij Semenjuk      | S     | 12 maggio 1994    | Barkom-Kažany      |
| 11 | Vladyslav Didenko   | P     | 29 settembre 1992 | Vinnycja           |
| 12 | Denys Fomin         | L     | 21 luglio 1986    | Serce Podillja     |
| 16 | Oleh Ševčenko       | O     | 8 gennaio 1993    | Barkom-Kažany      |
| 17 | Jurij Tomyn         | S     | 23 dicembre 1988  | Barkom-Kažany      |
| 18 | Jan Jereščenko      | S     | 6 aprile 1990     | Ural               |
| 20 | Oleksandr Hladenko  | C     | 3 dicembre 1991   | Barkom-Kažany      |